# Cercopis alni
Cercopis alni är en insektsart som beskrevs av Von Schrank 1801. Cercopis alni ingår i släktet Cercopis och familjen spottstritar. Inga underarter finns listade i Catalogue of Life.